# Spilosoma rustica
Spilosoma rustica är en fjärilsart som beskrevs av Jacob Hübner 1790. Spilosoma rustica ingår i släktet Spilosoma och familjen björnspinnare. Inga underarter finns listade i Catalogue of Life.